# 대한민국 민법 제733조
대한민국 민법 제733조는 화해의 효력과 착오에 대한 민법 채권법 각칙의 조문이다.

## 조문
제733조(화해의 효력과 착오) 화해계약은 착오를 이유로 하여 취소하지 못한다. 그러나 화해당사자의 자격 또는 화해의 목적인 분쟁 이외의 사항에 착오가 있는 때에는 그러하지 아니하다.

第733條(和解의 效力과 錯誤) 和解契約은 錯誤를 理由로 하여 取消하지 못한다. 그러나 和解當事者의 資格 또는 和解의 目的인 紛爭 以外의 事項에 錯誤가 있는 때에는 그러하지 아니하다.

## 사례
- 갑이 오토바이를 타고 가다 을을 치어 을이 중상을 입었다. 을의 가족은 갑과 5천만원에 합의계약을 체결하였다. 피해자 을이 합의 후에 그 이상의 손해가 발생하여 착오를 이유로 추가 청구하는 것은 허용되지 않는다.

## 판례
- 민법상 화해계약은 착오를 이유로 취소하지 못하는 것이지만 화해당사자의 자격 또는 화해의 목적인 분쟁 이외의 사항에 착오가 있는 때에는 그러하지 아니하는 바, 화해의 목적인 분쟁 이외의 사항이라 함은 분쟁의 대상이 아닌 것으로서 분쟁의 대상인 사항의 전제 또는 기초되는 사항으로 양 당사자가 예정한 것이어서 상호 양보의 내용으로 되지 않고 다툼이 없는 사실로서 양해가 된 것을 말한다[1]

## 참고문헌
- 양창주. (1988, 8). 민법-민법 제733조에 관한 단편. 고시계, 33(9), 85-96.

## 같이 보기
- 합의
- 착오
- 대한민국 민법 제109조